# Цуцин Василь Іванович
Василь Іванович Цуцин (1906, село Агеєвка, тепер Орловської області, Російська Федерація — ?) — український радянський діяч, 2-й секретар Сумського обласного комітету КП(б)У. Депутат Верховної Ради УРСР 2-го скликання.

## Життєпис
Народився в родині селянина-бідняка. З 1914 по 1918 рік навчався у сільській школі, а після смерті батька — наймитував.
У жовтні 1924 року переїхав на Донбас і почав працювати на шахті імені Калініна у місті Сталіно відкатником, причіпником та десятником на сортуванні вугілля. У 1925 році вступив до комсомолу.
Член ВКП(б) з 1926 року.
До 1928 року працював на партійно-комсомольській роботі на шахтах Донбасу.
У 1928—1930 роках — студент пропагандистського відділення Сталінської окружної радянської партійної школи (радпартшколи). У 1930—1932 роках — викладач Сталінської окружної радпартшколи.
У 1932—1937 роках — завідувач будинку партійної освіти; інструктор культурно-пропагандистського відділу Сталінського міського комітету КП(б)У Донецької області. У 1937—1938 роках — 2-й секретар Куйбишевського районного комітету КП(б)У міста Сталіно.
У 1938—1939 роках — заступник завідувача відділу керівних партійних органів Сталінського обласного комітету КП(б)У. У квітні 1939—1941 роках — завідувач організаційно-інструкторського відділу Сталінського обласного комітету КП(б)У.
Під час німецько-радянської війни перебував у розпорядженні Політичного управління Південного фронту, займався організацією постачання Червоній армії боєприпасів, продовольства та озброєння.
У березні 1944 — березні 1945 року — завідувач організаційно-інструкторського відділу Сталінського обласного комітету КП(б)У.
У березні 1945 — вересні 1947 року — 2-й секретар Сумського обласного комітету КП(б)У.
З вересня 1947 року — інспектор ЦК КП(б)У.
На 1952 — червень 1953 року — заступник голови правління Української ради промислової кооперації (Укрпромради) із кадрів.
З червня 1953 року — член правління Української ради промислової кооперації (Укрпромради).
На 1954—1958 роки — член Партійної комісії при ЦК КПУ.

## Нагороди
- два ордени «Знак Пошани» (23.01.1948, 26.02.1958)
- ордени
- медаль «За доблесну працю у Великій Вітчизняній війні 1941—1945 рр.»
- медалі